# Crocodile Dundee 2
Série
Crocodile Dundee
(1986) Crocodile Dundee 3
(2001)
Pour plus de détails, voir Fiche technique et Distribution.
Crocodile Dundee 2 est un film australien réalisé par John Cornell, sorti en 1988. Il s'agit du second film de la franchise mettant en scène le personnage de Michael J. « Crocodile » Dundee incarné par Paul Hogan.

## Synopsis
Vivant depuis plusieurs mois avec une journaliste new-yorkaise, Crocodile Dundee commence à s'ennuyer de son bush natal. C'est alors que sa compagne, qui détient des photos compromettantes pour la mafia colombienne, est enlevée. Après avoir réussi à la libérer, ils repartent tous les deux en Australie en vue d'assurer la protection de son épouse dans un milieu plus hospitalier pour Crocodile Dundee, le bush. Mais la mafia colombienne n'a pas dit son dernier mot et, après avoir réussi à retrouver nos deux héros, décide de les suivre en Australie pour les exécuter. Ainsi les tueurs colombiens débarquent dans le bush australien, mais très vite les chasseurs dans ce territoire hostile deviennent les proies de Michael J. Crocodile Dundee.

## Fiche technique
Sauf indication contraire, les informations mentionnées dans cette section peuvent être confirmées par la base de données cinématographiques IMDb,  présente dans la section « Liens externes ».
- Titre original : Crocodile Dundee II
- Titre français : Crocodile Dundee 2
- Réalisation : John Cornell
- Scénario : Paul Hogan et Brett Hogan d'après les personnages créés par Paul Hogan
- Directeur de la photographie : Russell Boyd
- Musique : Peter Best
- Direction artistique : Jeremy Conway et Rob Robinson
- Décors : Lawrence Eastwood
- Costumes : Norma Moriceau
- Photographie : Russell Boyd
- Son : Glen Marullo
- Montage : David Stiven
- Production : Jane Scott et John Cornell

Producteur délégué : Paul Hogan
Producteur associé : Mark Turnbull
- Sociétés de production : Rimfire Films et Paramount Pictures
- Distribution : Hoyts Distribution (Australie), Paramount Pictures (États-Unis), United International Pictures (France)[1]
- Budget : Budget : 14 000 000 $[2]
- Pays d'origine :  Australie
- Langues originales : anglais, espagnol et japonais
- Format : couleur - 35 mm - 2,35:1 (Cinémascope) - son Dolby
- Genre : aventure, action, comédie
- Durée : 108 minutes
- Dates de sortie[3] :
  -  Australie : 20 mai 1988
  -  États-Unis : 25 mai 1988
  -  Canada : 25 mai 1988 (Toronto)
  -  France : 26 octobre 1988
- Classification[4] :
  -  États-Unis : PG (Certaines scènes peuvent heurter les enfants - Accord parental souhaitable)
  -  France : Tous publics

## Distribution
- Paul Hogan (VF : Yves Rénier) : Michael J. « Crocodile » Dundee
- Linda Kozlowski (VF : Béatrice Delfe)[5] : Sue Charlton
- John Meillon (VF : Philippe Dumat) : Walter « Wally » Reilly
- Charles S. Dutton (VF : Med Hondo) : Leroy Brown
- Hechter Ubarry (VF : Edgar Givry) : Luis Rico
- Juan Fernández (en) (VF : Luc Bernard) : Miguel
- Kenneth Welsh (VF : Jean Barney) : Brannigan
- Ernie Dingo (VF : Greg Germain) : Charlie
- Steve Rackman (VF : Georges Atlas) : Donk
- Gerry Skilton (VF : Gilles Laurent) : Nugget
- Gus Mercurio (VF : Henry Djanik) : Frank
- Jim Holt : Erskine
- Alec Wilson (VF : Michel Vigné) : Denning
- Maggie Blinco (VF : Paule Emanuele) : Ida
- Bill Sandy : Teddy
- Mark Saunders : Diamond
- Stephen Root (VF : Marc François) : l'adjoint de Brannigan
- Dennis Boutsikaris (VF : Daniel Russo) : Bob Tanner
- Carlos Carrasco : Garcia
- Luis Guzmán : Jose
- Marilyn Sokol (VF : Monique Thierry) : Doris
- Jace Alexander (VF : Pascal Légitimus) : le Rat
- Roger Serbagi (VF : Jacques Deschamps) : Ralph, le facteur
- Vincent Jerman-Jerosa (VF : Luq Hamet) : le suicidaire
- Mark Folger (VF : Alain Flick) : le punk à la crête iroquoise
- Hannah Cox (VF : Annie Balestra) : la réceptionniste de bureau
- Susie Essman (VF : Emmanuèle Bondeville) : la guide touristique

## Distinctions
Entre 1988 et 1989, Crocodile Dundee 2 est sélectionné deux fois dans diverses catégories et remporte deux récompenses.

### Récompenses
- Goldene Leinwand (Golden Screen) 1988 (Allemagne)
- BMI Film and TV Awards 1989 : BMI Film Music Award pour Peter Best

## Autour du film
Paul Hogan coécrit le scénario en compagnie de son fils, Brett. Le réalisateur John Cornell est célèbre pour avoir joué le personnage de Strop dans la série télévisée The Paul Hogan Show.
Ce film est le dernier de John Meillon qui mourra moins d'un an plus tard.
Ce second volet de la saga a la particularité de compter des morts (au nombre de 4). Cependant aucun d'eux n'est tué par Dundee lui-même (il neutralise ses ennemis mais ne les tue en aucun cas). En effet, le premier (un colombien) est exécuté par Rico, le second (Bob Tanner) est tué par les hommes de Rico, le troisième (Rico) est abattu par Miguel, ce dernier l'ayant pris pour Dundee, et le quatrième (Miguel lui-même) est achevé par Sue.
Dans la séquence où Dundee va « passer un coup de téléphone », il se sert d'un rhombe, bullroarer en anglais, réputé comme étant le plus ancien instrument connu. Le son typique de cet instrument, toujours couramment utilisé chez les peuples « premiers » peut également être entendu au début du morceau bullroarer sur l'album Diesel and Dust du groupe australien Midnight Oil.